# Mycetozoa
Los micetozoos o mixomicetos (Mycetozoa, gr. "animales-hongo" o Myxomycota, gr. "hongos-moco") son un grupo peculiar de protistas denominados comúnmente mohos mucilaginosos, que se clasifican junto con algunos tipos de amebas en Amoebozoa y comprenden unas 1200 especies conocidas. Son organismos heterótrofos que se pueden encontrar tanto en forma unicelular como agrupados, llegando a alcanzar un enorme tamaño y peso, de hasta 1 m y 20 kg.
Los mixomicetos toman tres formas distintas durante el transcurso de su vida:
- Inicialmente tienen forma de ameba unicelular que se mueve mediante seudópodos o flagelos dependiendo principalmente de la cantidad de agua en el medio. Estas amebas se denominan mixamebas.

- Bajo ciertas condiciones se transforman en plasmodios, grandes masas citoplasmáticas multinucleadas sin separación de membranas celulares, o en seudoplasmodios, constituidos por la agregación de amebas individuales. Esta es la etapa que normalmente se observa como moho mucilaginoso.

- Por último, el moho desarrolla un cuerpo fructífero que forma esporas, superficialmente similar a los esporocarpos de los hongos.

## Ciclo de vida

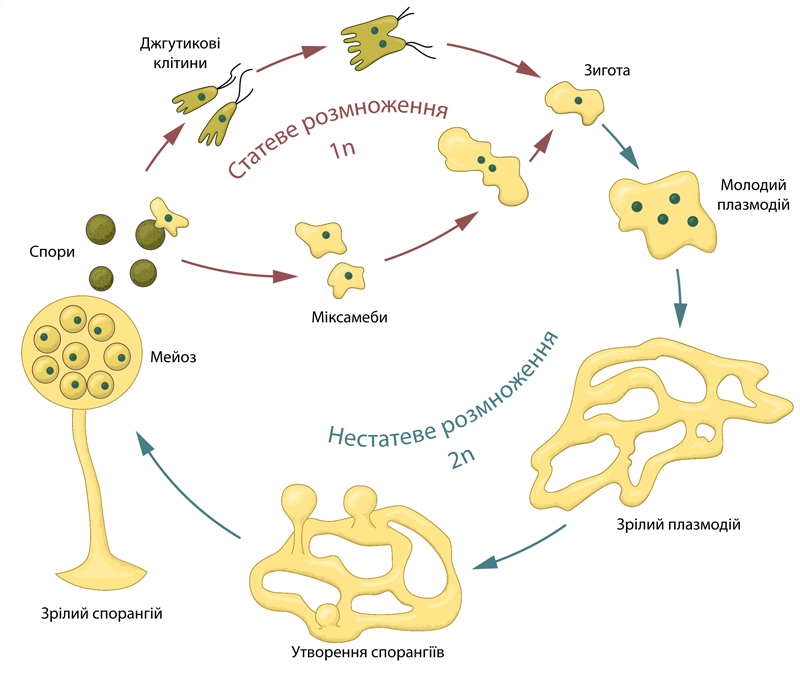
Ciclo de vida de un mixomiceto de la clase Myxogastrea. En la parte de arriba (con flechas en color rojo) se muestran las fases haploides. Las esporas dan lugar a mixamebas o bien a mixoflagelados si hay agua en el medio. Las mixamebas se reproducen por mitosis y bajo ciertas condiciones se pueden fusionar, actuando como gametos. En la parte de abajo (con flechas de color azul) se muestran las fases diploides. Una vez formado el zigoto, el núcleo celular se divide repetidamente dando lugar a un plasmodio. A partir de los plasmodios se forman los cuerpos fructíferos, que generan esporas, cerrando el ciclo.

Las amebas de los mixomicetos, que en este caso se denominan mixamebas, son células uninucleadas, haploides, que no presentan pared celular y que se alimentan mediante fagocitosis. La partícula de alimento, usualmente una bacteria, es introducida en una vacuola y digerida mediante enzimas hidrolíticas. Esta es una de las razones por las que los mixomicetos no se consideran del reino Fungi, puesto que, en estos últimos, las células poseen paredes celulares y la alimentación se realiza por absorción. Cuando hay agua en el medio, la mixameba puede diferenciarse en una célula biflagelada nadadora. Las mixamebas se reproducen asexualmente mediante mitosis y pueden continuar proliferando de forma indefinida mientras haya nutrientes y el medio ambiente continúe siendo favorable.
Bajo determinadas condiciones se forma la etapa de agregación, dando lugar al conocido moho mucilaginoso. El modo en que se forma esta etapa varía dependiendo del grupo concreto de mixomiceto. En el grupo Dictyostelea, el agrupamiento se hace a partir de amebas individuales, formándose un seudoplasmodio. En el grupo Myxogastrea, las mixamebas actúan como gametos fusionándose para dar lugar a un zigoto, cuyo núcleo se divide repetidamente y la célula se constituye en una gran masa protoplasmática y plurinucleada sin ningún tipo de pared, denomina plasmodio. 
Los mohos mucilaginosos se pueden encontrar en los pisos húmedos y oscuros del bosque y tienden a crecer en la madera descompuesta después de la precipitación. Son limpiadores que engullen bacterias, hongos, levaduras y materia orgánica en descomposición, expulsando luego el material no comestible. Los mohos mucilaginosos se mueven típicamente a una velocidad de un milímetro por hora, aunque algunos pueden alcanzar hasta dos centímetros por minuto, pudiéndose apreciar el rastro de su movimiento. Aunque su distribución es cosmopolita, su localización es dispersa y notada raramente. 
Cuando las condiciones se vuelven desfavorables, el moho mucilaginoso se convierte en un cuerpo fructífero. Esta es una estructura parecida a los esporocarpos de los hongos que contiene las esporas. Las esporas de los  mixomicetos son normalmente globosas, uninucleadas y haploides. Cuando la espora germina da lugar a una mixameba completándose el ciclo.
Ciclos de vida de Ceratiomyxa (Myxogastrea) 

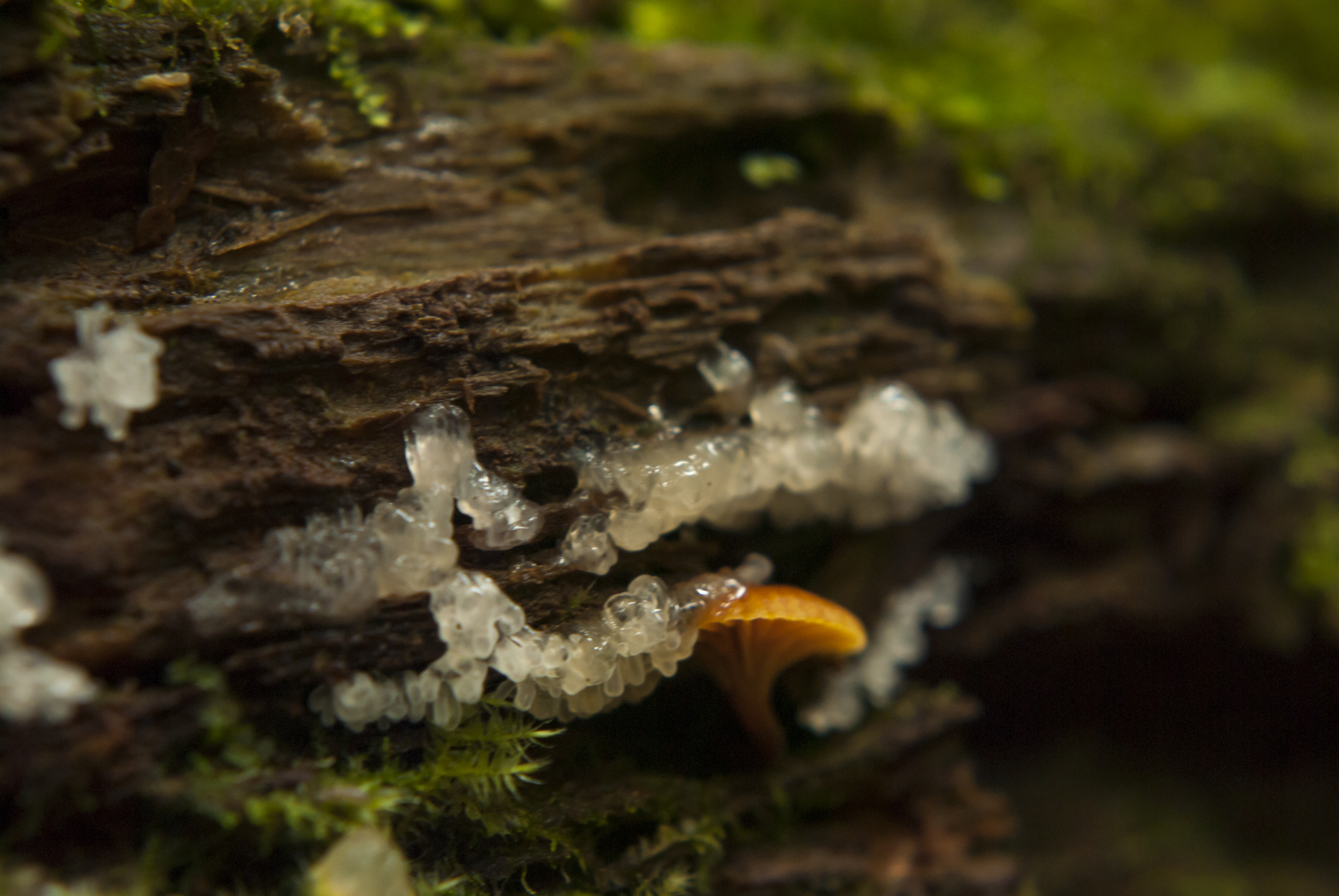
Ceratiomyxa, 1-plasmodio (multinucleado)
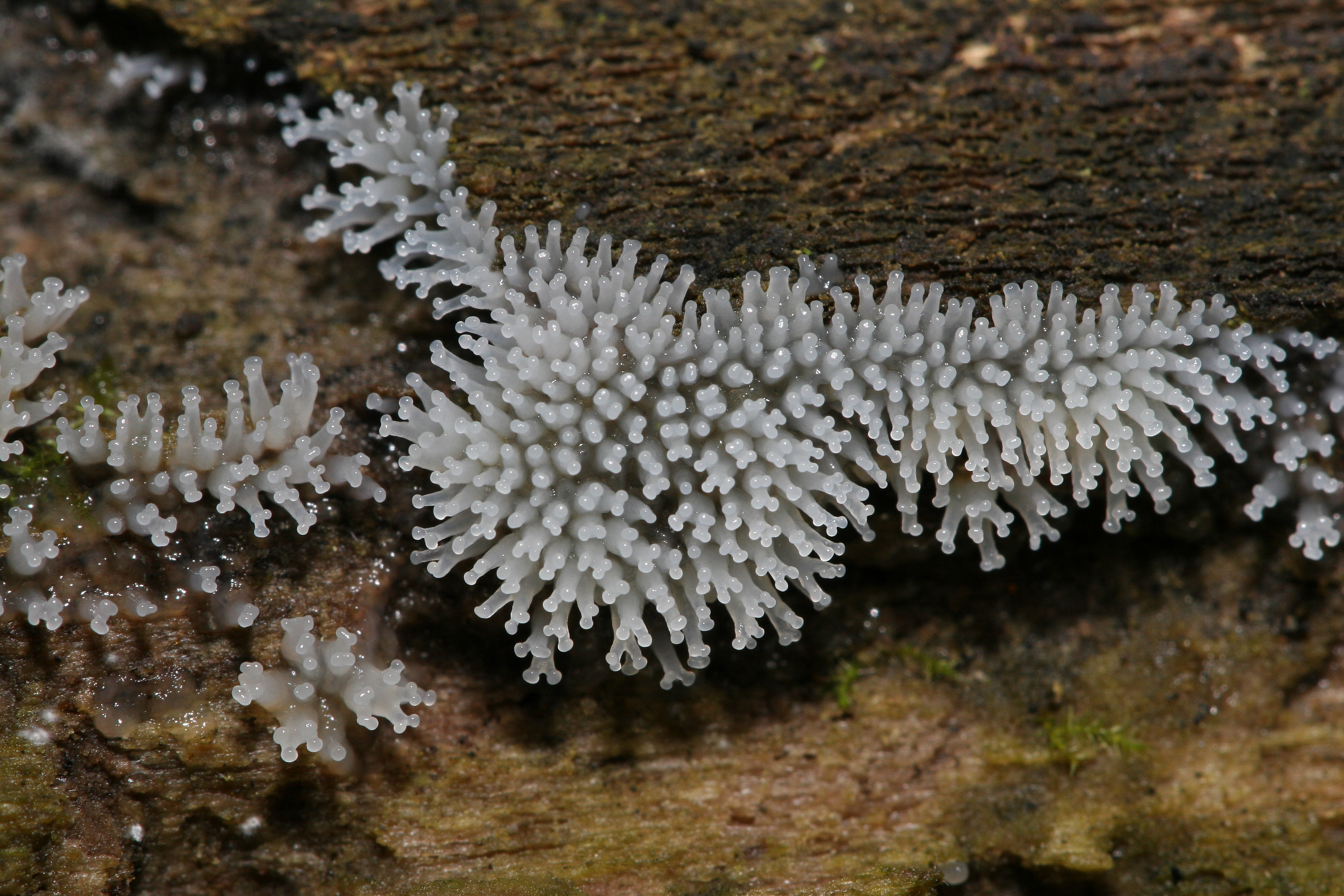
Ceratiomyxa, 2-formación del cuerpo fructífero
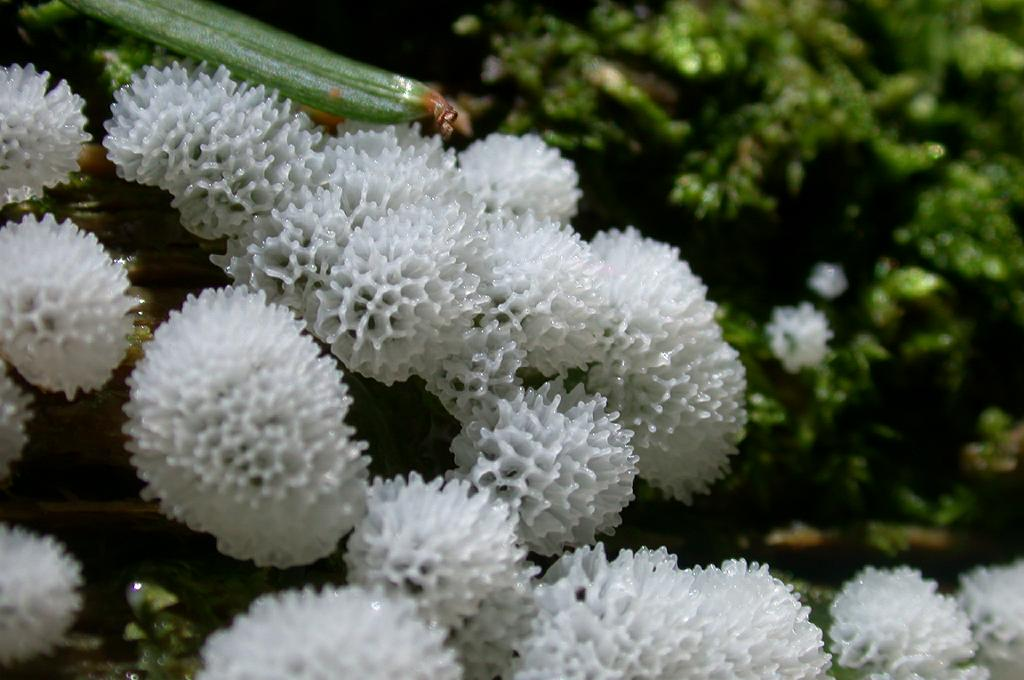
Ceratiomyxa, 3-cuerpo fructífero

Ciclo de vida de Dictyostelium (Dictyostelea)

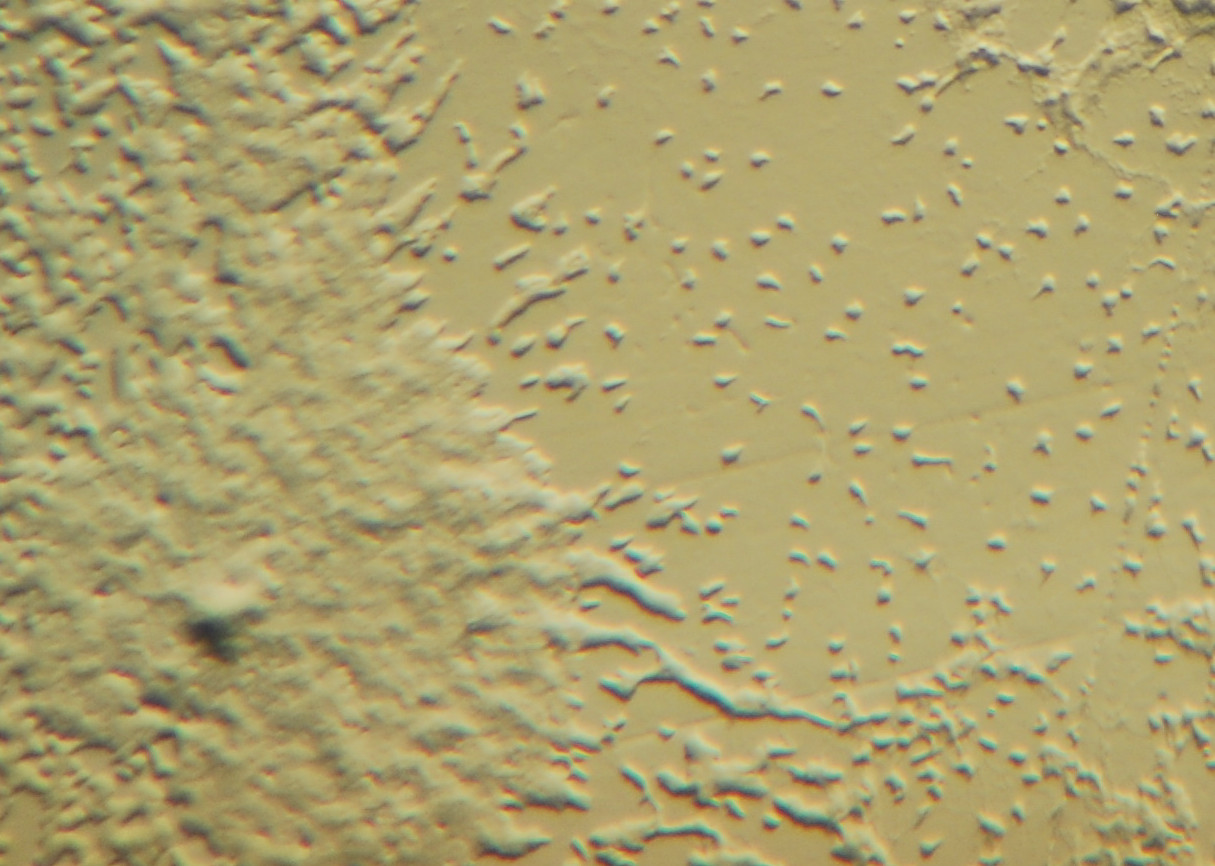
Dictyostelium, 1-mixamebas
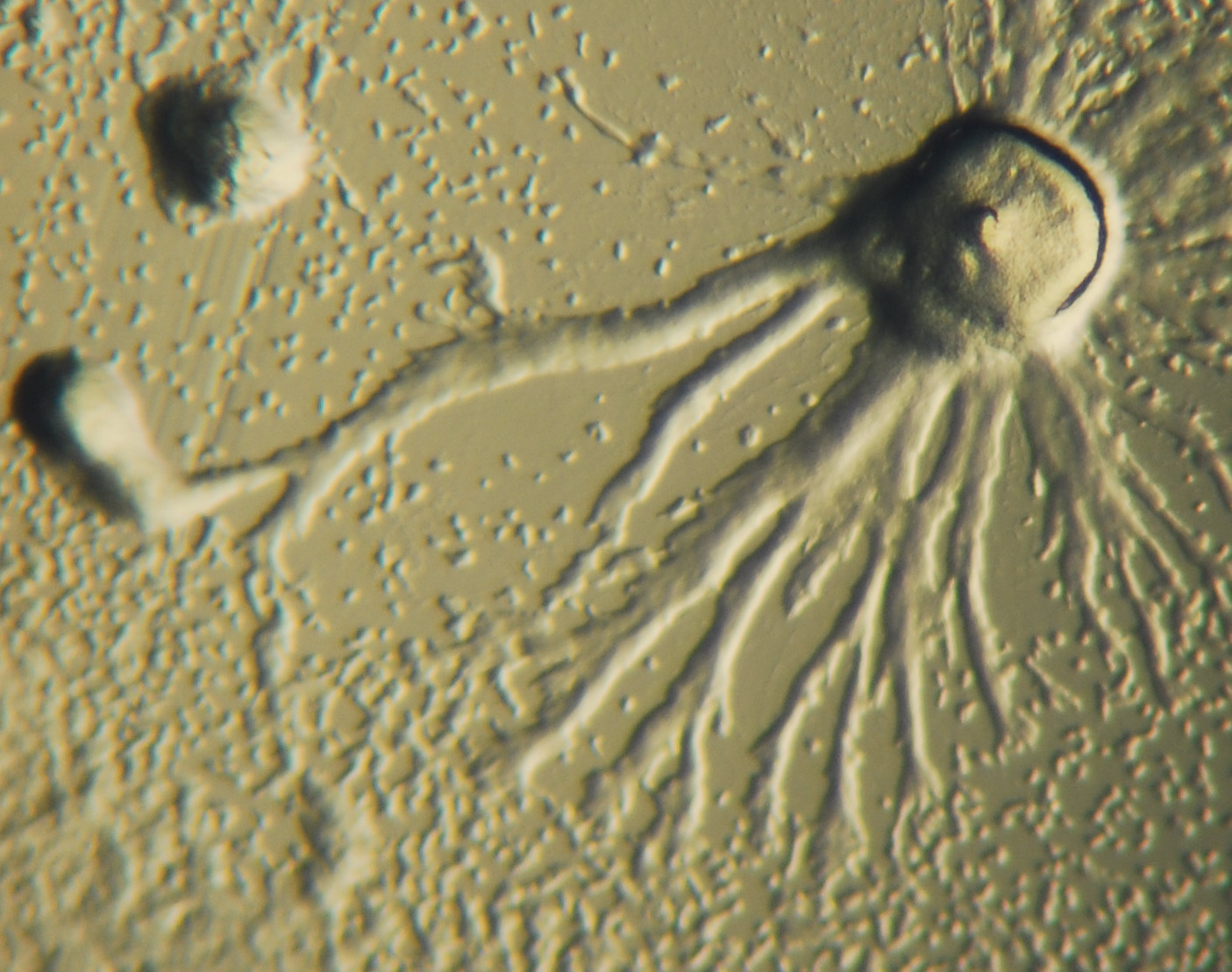
Dictyostelium, 2-comienzo de la agregación
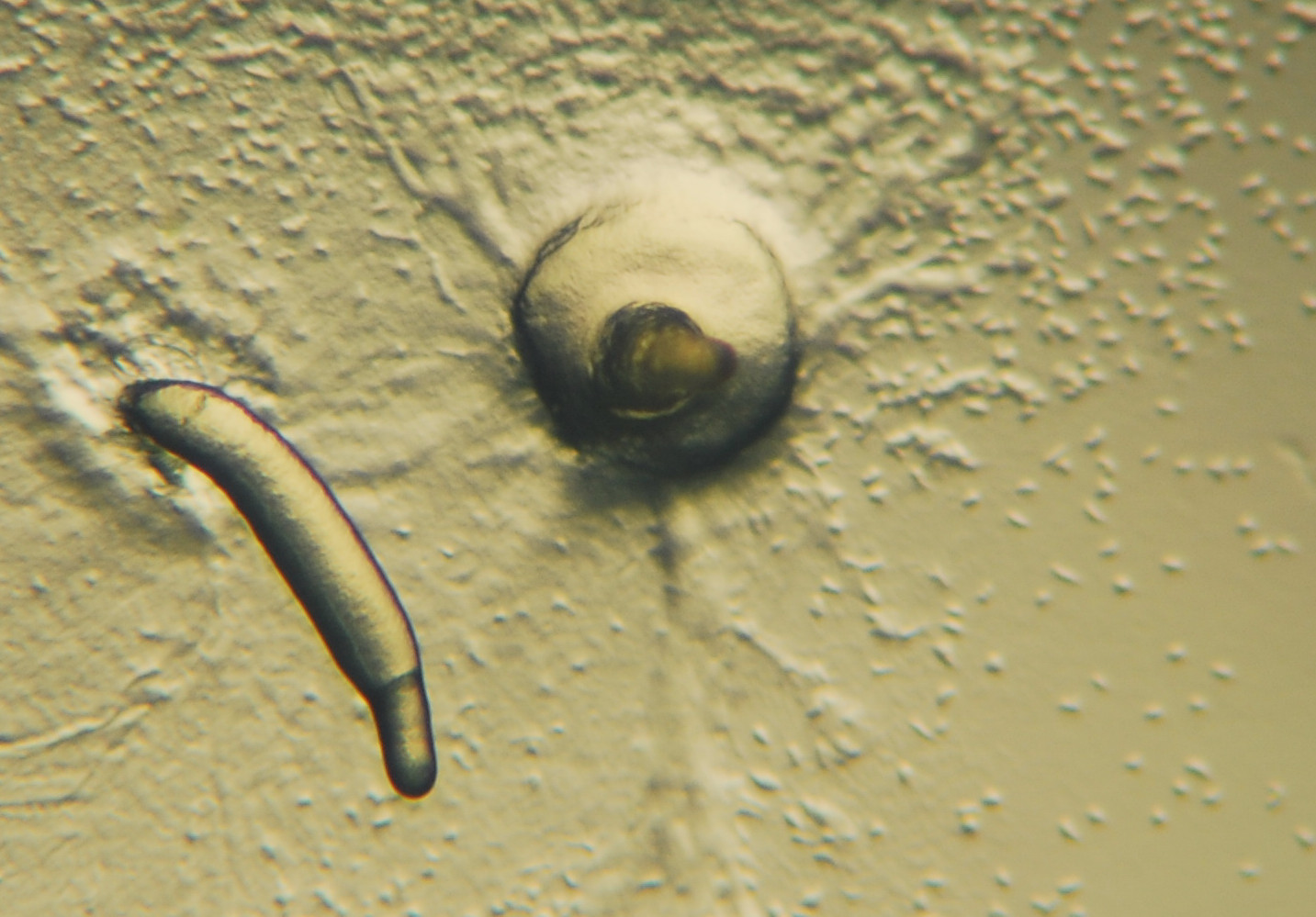
Dictyostelium, 3-final de la agregación
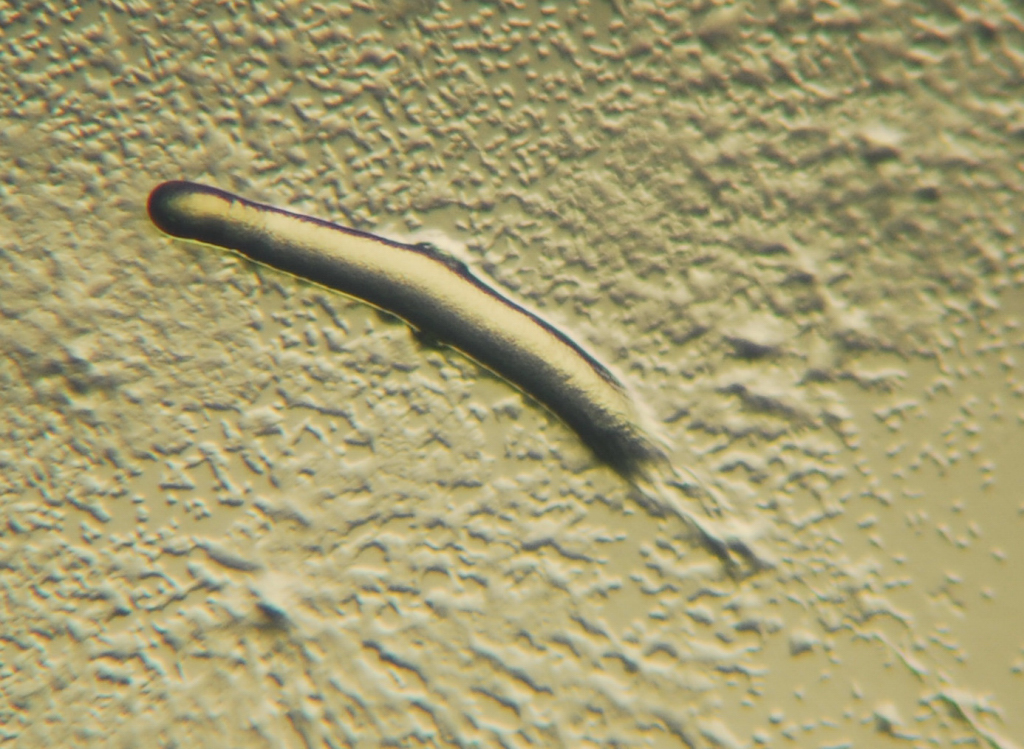
Dictyostelium, 4-seudoplasmodio
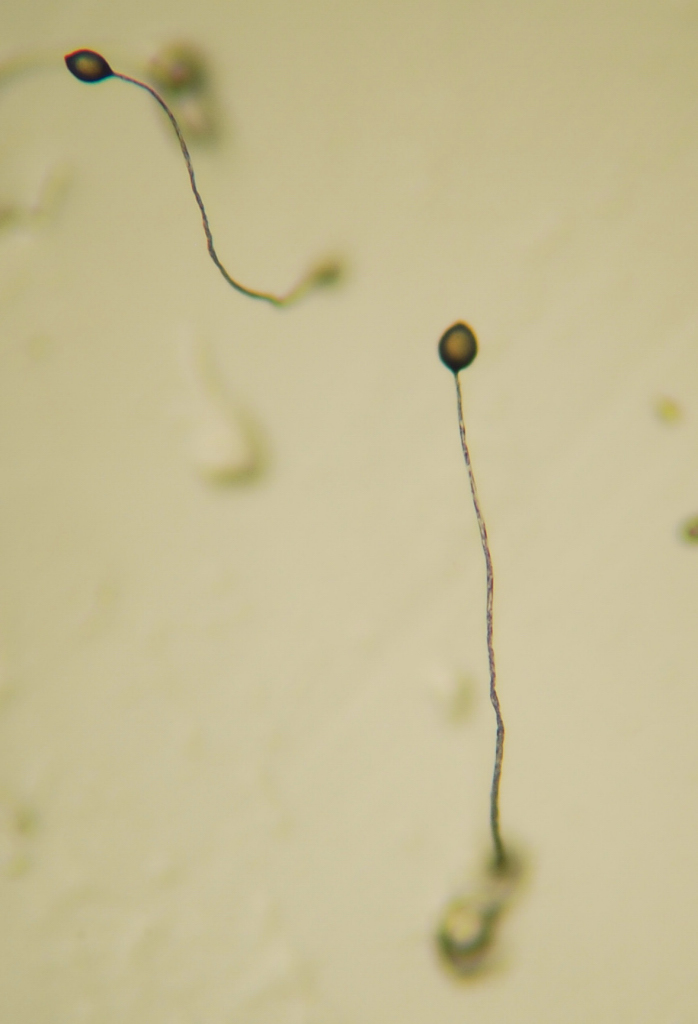
Dictyostelium, 5-cuerpos fructíferos

## Clasificación

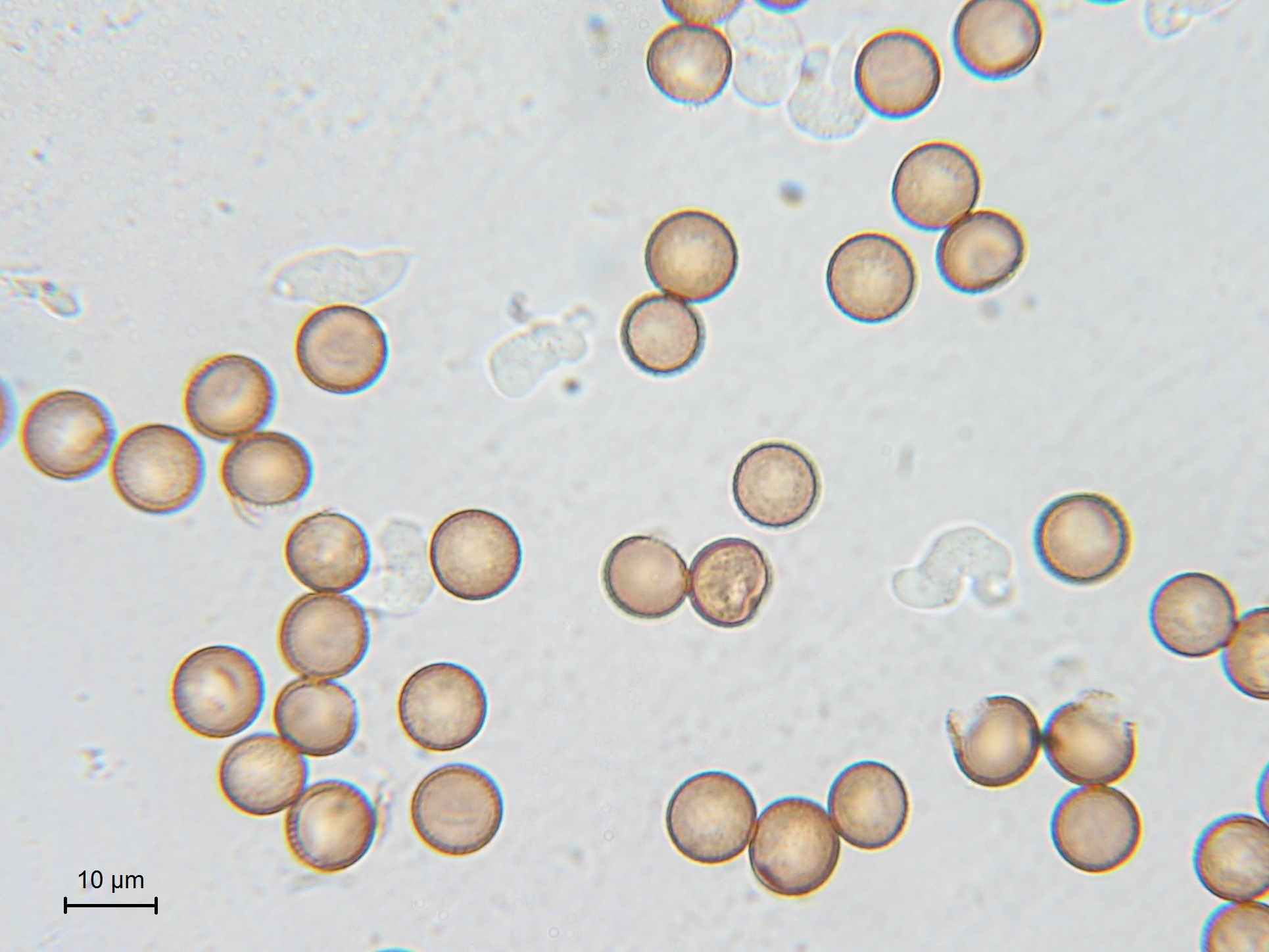
Esporas (esferas de color naranja) y mixamebas (en color blanco) de Symphytocarpus flaccidus (Myxogastrea).

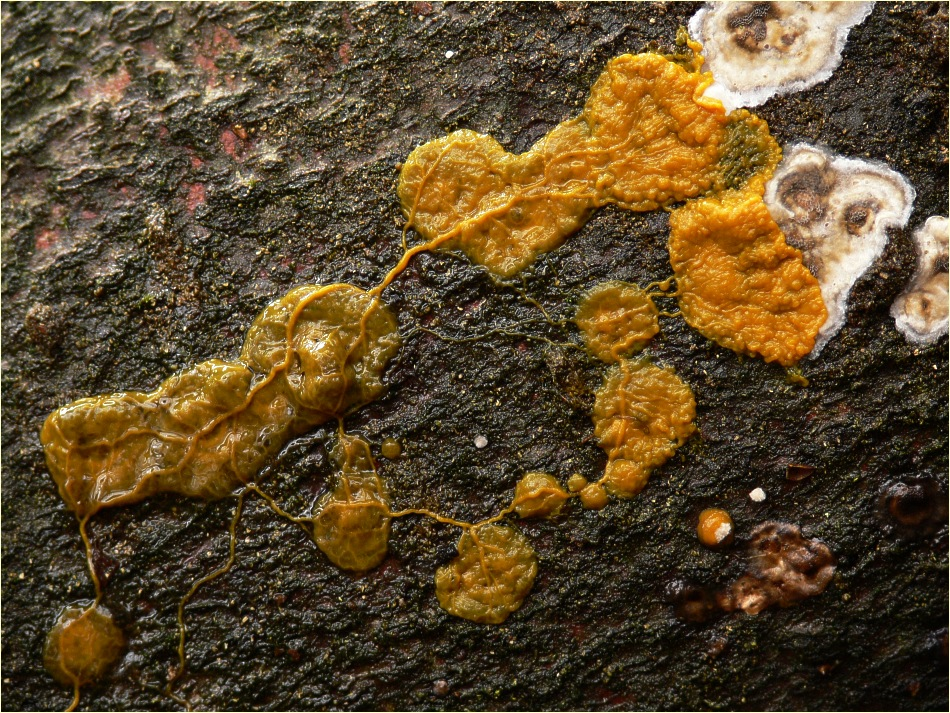
Plasmodio de Physarum polycephalum (Myxogastrea).

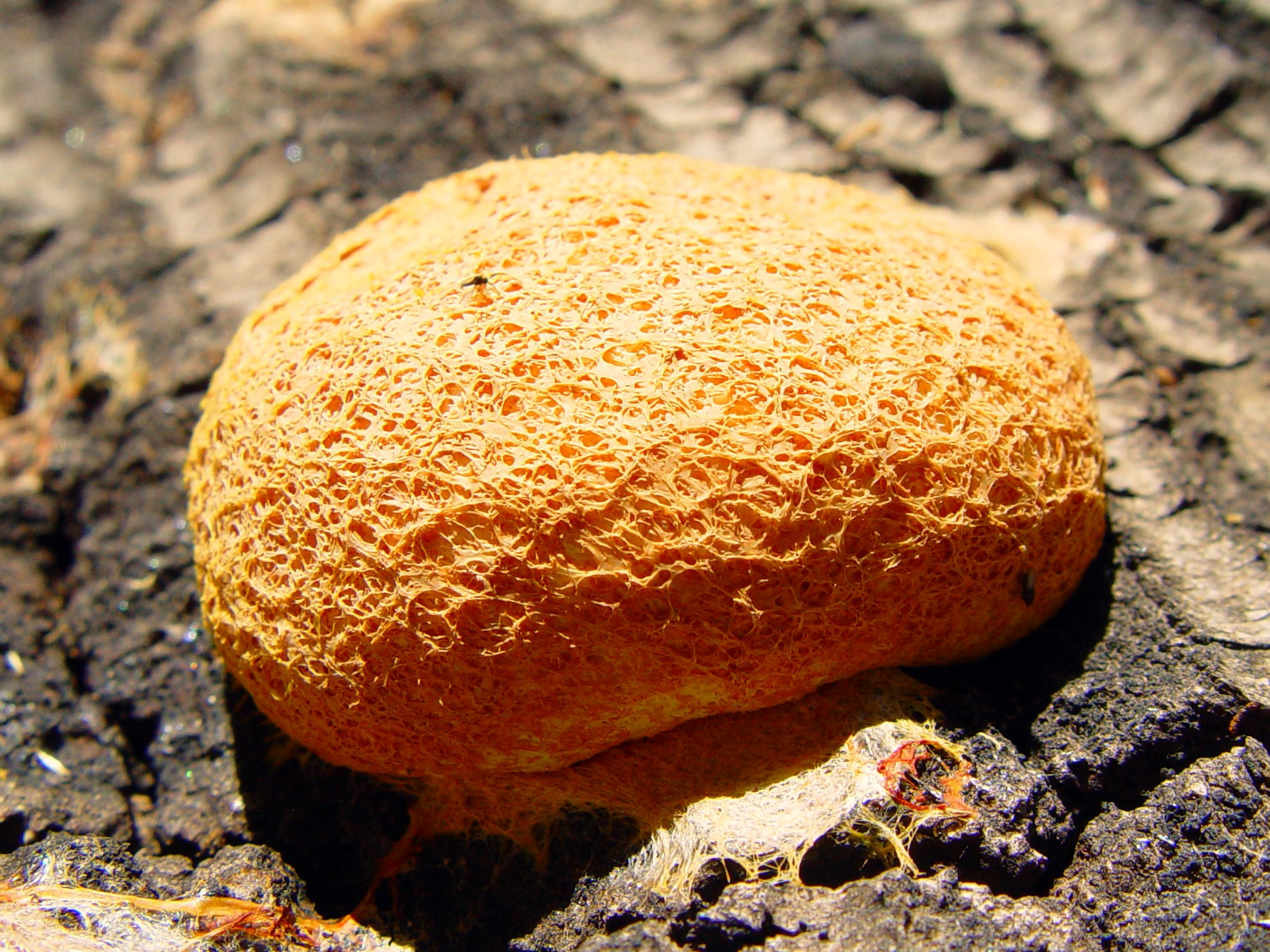
Cuerpo fructífero de Fuligo septica (Myxogastrea).

Los mixomicetos fueron antiguamente considerandos hongos por los micólogos y amebas por los protozoólogos, clasificándose como Myxomycota (mohos mucilaginosos) o Mycetozoa (animales fungosos), respectivamente. Ambos nombres todavía se utilizan entre los diversos grupos de especialistas. Varios otros protistas que forman agregados celulares tales como Percolozoa, Labyrinthulomycetes y Phytomyxea se incluían en el pasado, pero ahora el taxón Myxomycota se reserva para los verdaderos mohos mucilaginosos y sus parientes clasificados en Amoebozoa. Los protostelidos antiguamente clasificados en Myxomycota han sido situados en la clase Variosea de Amoebozoa junto a otras amebas. La clasificación de los mixomicetos distingue dos grupos:

### Dictyostelea
Los mixomicetos celulares o Dictyostelea toman la forma de amebas individuales, pero bajo condiciones desfavorables se agrupan sin fusionarse formando una masa multicelular denominada seudoplasmodio. Esta emigra a una nueva localización, después forma un cuerpo fructífero, generalmente con un tallo formado por amebas muertas. Las esporas entonces originan amebas nuevas. Ciclos biológicos similares se encuentran en otros grupos no relacionados, como por ejemplo, los Percolozoa, un grupo de protistas no relacionado, y entre las bacterias del grupo Myxococcales.

### Myxogastrea
El grupo más notable es el de los mixomicetos plasmodiales (o acelulares) de la clase Myxogastrea, en donde la etapa de agregamiento toma la forma de una ameba gigante con millares de núcleos, denominada plasmodio. El plasmodio no está subdividido por membranas celulares, sino que forma una masa única de protoplasma rodeada por una sola membrana externa (como una sola célula grande). La mayoría son más pequeños que algunos centímetros, pero los más grandes pueden alcanzar un área de hasta dos metros cuadrados, convirtiéndose en las células más grandes conocidas. Muchos tienen colores brillantes tales como amarillo, marrón o blanco. Bajo condiciones de sequedad, se recogen en una masa de la que surgen los cuerpos fructíferos. Una vez producidas las esporas, estas originan gametos biflagelados o ameboides que se funden en parejas para producir nuevos plasmodios.

## Filogenia
Las relaciones filogenéticas serían las siguientes:
|  | Liceida   |
|  |           |
|  | Trichiida |
|  |           |

|  | Echinosteliida                                            |
|  |                                                           |
|  | \| \| Stemonitida \| \| \| \| \| \| Physarida \| \| \| \| |
|  |                                                           |
|  | Stemonitida                                               |
|  |                                                           |
|  | Physarida                                                 |
|  |                                                           |

|  | Stemonitida |
|  |             |
|  | Physarida   |
|  |             |

|  | Liceida   |
|  |           |
|  | Trichiida |
|  |           |

|  | Echinosteliida                                            |
|  |                                                           |
|  | \| \| Stemonitida \| \| \| \| \| \| Physarida \| \| \| \| |
|  |                                                           |
|  | Stemonitida                                               |
|  |                                                           |
|  | Physarida                                                 |
|  |                                                           |

|  | Stemonitida |
|  |             |
|  | Physarida   |
|  |             |

|  | Liceida   |
|  |           |
|  | Trichiida |
|  |           |

|  | Echinosteliida                                            |
|  |                                                           |
|  | \| \| Stemonitida \| \| \| \| \| \| Physarida \| \| \| \| |
|  |                                                           |
|  | Stemonitida                                               |
|  |                                                           |
|  | Physarida                                                 |
|  |                                                           |

|  | Stemonitida |
|  |             |
|  | Physarida   |
|  |             |

|  | Liceida   |
|  |           |
|  | Trichiida |
|  |           |

|  | Echinosteliida                                            |
|  |                                                           |
|  | \| \| Stemonitida \| \| \| \| \| \| Physarida \| \| \| \| |
|  |                                                           |
|  | Stemonitida                                               |
|  |                                                           |
|  | Physarida                                                 |
|  |                                                           |

|  | Stemonitida |
|  |             |
|  | Physarida   |
|  |             |

|  | Liceida   |
|  |           |
|  | Trichiida |
|  |           |

|  | Echinosteliida                                            |
|  |                                                           |
|  | \| \| Stemonitida \| \| \| \| \| \| Physarida \| \| \| \| |
|  |                                                           |
|  | Stemonitida                                               |
|  |                                                           |
|  | Physarida                                                 |
|  |                                                           |

|  | Stemonitida |
|  |             |
|  | Physarida   |
|  |             |

|  | Liceida   |
|  |           |
|  | Trichiida |
|  |           |

|  | Echinosteliida                                            |
|  |                                                           |
|  | \| \| Stemonitida \| \| \| \| \| \| Physarida \| \| \| \| |
|  |                                                           |
|  | Stemonitida                                               |
|  |                                                           |
|  | Physarida                                                 |
|  |                                                           |

|  | Stemonitida |
|  |             |
|  | Physarida   |
|  |             |

|  | Liceida   |
|  |           |
|  | Trichiida |
|  |           |

|  | Echinosteliida                                            |
|  |                                                           |
|  | \| \| Stemonitida \| \| \| \| \| \| Physarida \| \| \| \| |
|  |                                                           |
|  | Stemonitida                                               |
|  |                                                           |
|  | Physarida                                                 |
|  |                                                           |

|  | Stemonitida |
|  |             |
|  | Physarida   |
|  |             |

|  | Liceida   |
|  |           |
|  | Trichiida |
|  |           |

|  | Echinosteliida                                            |
|  |                                                           |
|  | \| \| Stemonitida \| \| \| \| \| \| Physarida \| \| \| \| |
|  |                                                           |
|  | Stemonitida                                               |
|  |                                                           |
|  | Physarida                                                 |
|  |                                                           |

|  | Stemonitida |
|  |             |
|  | Physarida   |
|  |             |

## Fósiles
Se conocen varios fósiles macroscópicos o rastros asociados a los mixomicetos datados en el Paleoproterozoico como Myxomitodes, un icnofósil de 1900 millones de años que posiblemente se trata de un mixomiceto emparentado con Dictyostelium. Los fósiles macroscópicos de la biota francevillense de más de 2100 millones de años han sido interpretados como mohos mucilaginosos de diversos grupos y los primeros indicios de vida pluricelular en la tierra. Diskagma un fósil de 2200 millones de años también ha sido interpretado como un mixomiceto emparentado con Leocarpus, sin embargo algunos autores lo interpretaron como un hongo verdadero. Estos indicios sugieren que los mohos mucilaginosos existieron en la Tierra mucho antes de que existieran los animales, plantas y hongos verdaderos y que fueron los primeros organismos con organización pluricelular.

## Uso en investigación
Los plasmodios son útiles para estudiar el flujo citoplásmico. Se ha observado que los flujos de citoplasma pueden encontrar un camino a través de los laberintos celulares separándose y eligiendo el camino más corto, un ejemplo interesante de tratamiento de información sin un sistema nervioso. Dictyostelia, por su parte, se utiliza como ejemplo de comunicación y diferenciación celulares, ayudando a comprender el desarrollo de los organismos multicelulares.
En 2006, investigadores de las universidades de Southampton y Kobe usaron un ejemplar de Physarum (mixomiceto sensible a la luz) para el control central de un robot de seis patas dentro de una aplicación tecnológica. El mixomiceto dirigió al robot a la esquina oscura más similar a su hábitat natural.

## Galería

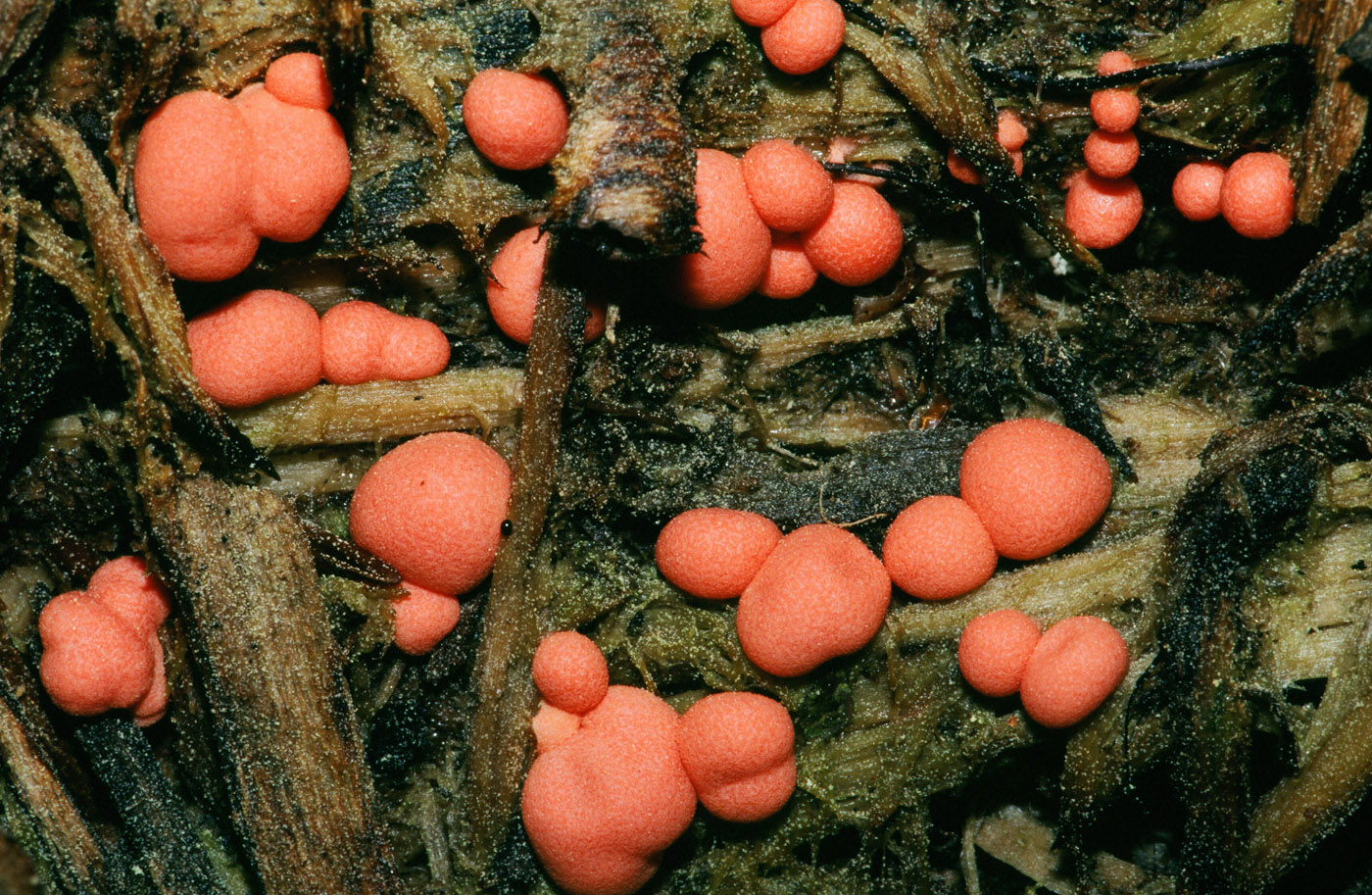
Lycogala epidendrum
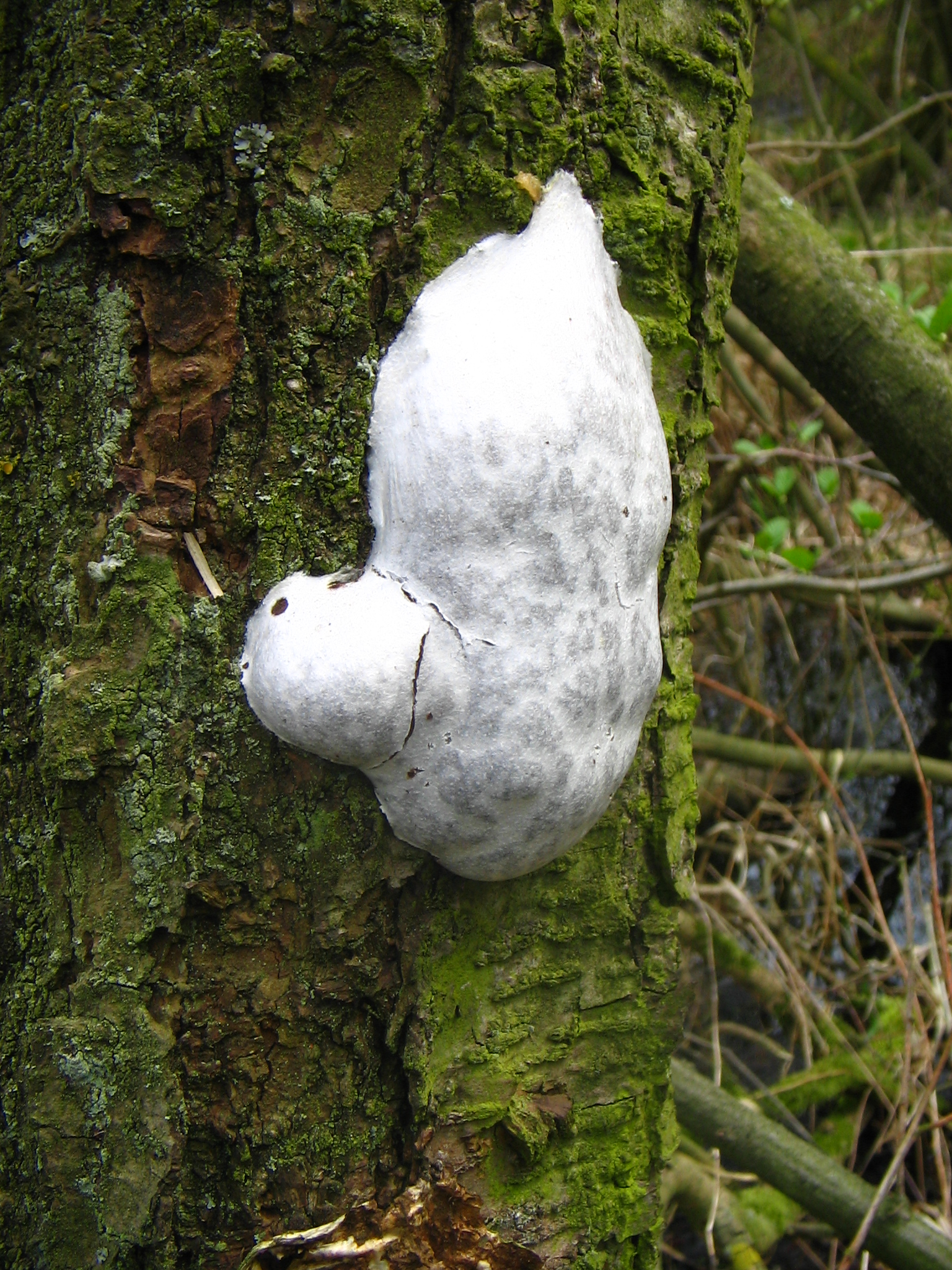
Enteridium lycoperdon
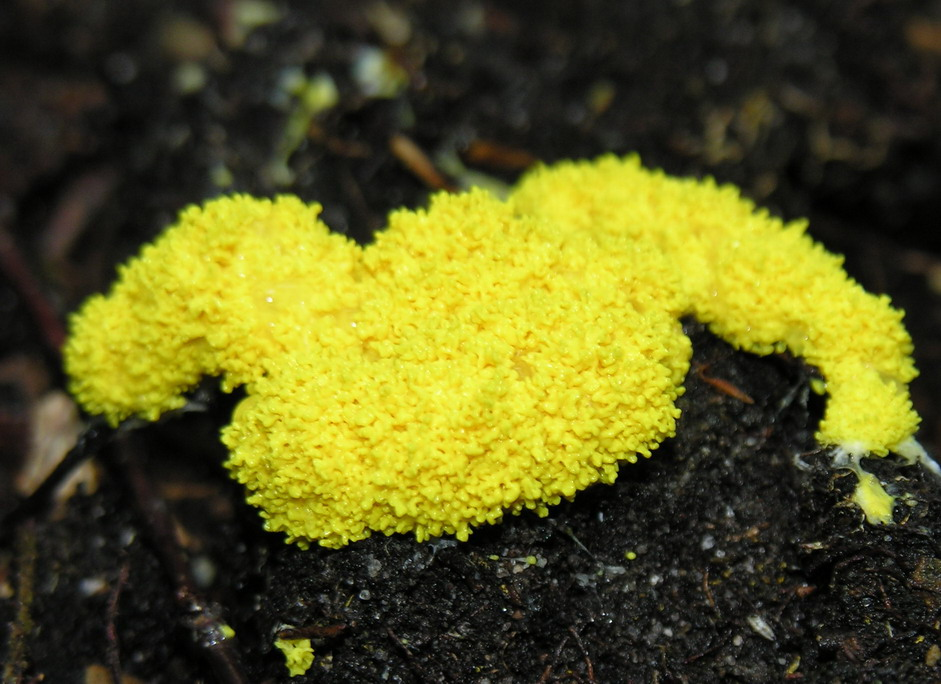
Fuligo septica
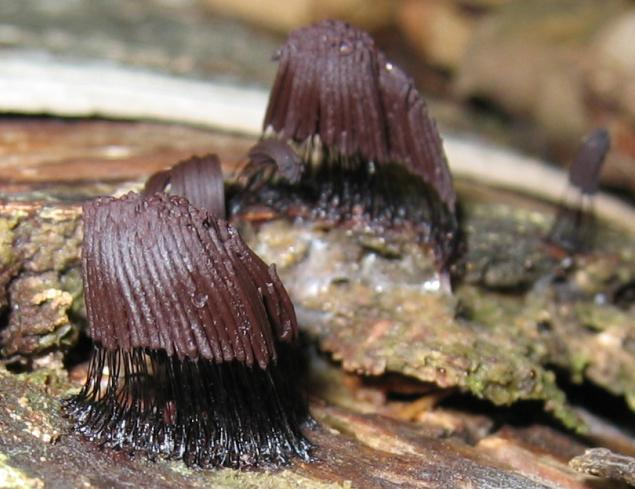
Stemonitis fusca
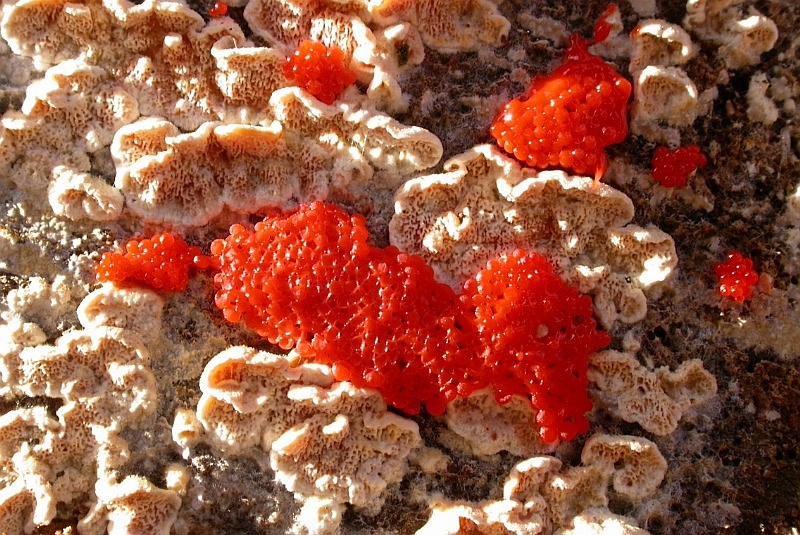
Trichia